# Puchar Miast Targowych (1968/1969)
XI Puchar Miast Targowych 1968/1969

(ang. Inter-Cities Fairs Cup)

## 1/32 finału
| Chelsea F.C. – Morton F.C. 5:0 i 4:3 1 18.09 1968 1:0 Osgood 44, 2:0 Birchenall 45, 3:0 Cooke 50, 4:0 Boyle 67, 5:0 Hollins 84 2 30.09 1968 1:0 Baldwin 3, 1:1 Thorup 7, 1:2 Mason 10, 1:3 Taylor 26, 2:3 Birchenall 34, 3:3 Houseman 42, 4:3 Tambling 84    |
| Newcastle United – Feyenoord 4:0 i 0:2 1 11.09 1968 1:0 Scott 6, 2:0 Robson 26, 3:0 Israël 42s, 4:0 Davies 72 2 17.09 1968 0:1 Kindvall 28, 0:2 van der Heide 54                                                                                             |
| Wacker Innsbruck – Eintracht Frankfurt 2:2 i 0:3 1 10.09 1968 1:0 Aust 20, 1:1 Abbé 26, 1:2 Grabowski 65k, 2:2 Lotz 81s 2 01.10 1968 0:1 Kalb 7, 0:2 Nickel 47, 0:3 Nickel 85                                                                                |
| Wiener SC – Slavia Praga 1:0 i 0:5 1 18.09 1968 1:0 Buzek 15 2 02.10 1968 0:1 Nepomucky 29, 0:2 Tesar 44, 0:3 Zigler 65, 0:4 Nepomucky 76, 0:5 Kopecky 86 |
| Beerschot Antwerpia – AFC DWS 1:1 i 1:2 1 11.09 1968 1:0 Houben 34, 1:1 van der Vall 56k 2 25.09 1968 0:1 Pijlman 23, 1:1 Houben 27, 1:2 Rensenbnnk 80 |
| Standard Liège – Leeds United 0:0 i 2:3 1 18.09 1968 2 23.10 1968 1:0 Kostedde 44, 2:0 Galić 50, 2:1 J. Charlton 52, 2:2 Lorimer 75, 2:3 Bremner 88 |
| Daring Bruksela – Panathinaikos AO 2:1 i 0:2 1 25.09 1968 1:0 Randoux 6, 1:1 Gonios 64, 2:1 Coppens 67 2 09.10 1968 0:1 Rokidis 83, 0:2 Frantzis 87 |
| Trakija Płowdiw – Real Saragossa 3:1 i 0:2 1 18.09 1968 1:0 Nenow 32, 2:0 D. Dermendżijew 65, 3:0 Radkow 78, 3:1 Tejedor 88 2 02.10 1968 0:1 Bustillo 24, 0:2 Bustillo 76                                                                                    |
| Sławia Sofia – Aberdeen F.C. 0:0 i 0:2 1 17.09 1968 2 02.10 1968 0:1 Robb 7, 0:2 I. Taylor 39 |
| Rangers F.C. – FK Vojvodina 2:0 i 0:1 1 18.09 1968 1:0 Greig 28k, 2:0 Jardine 84 2 02.10 1968 0:1 Nikezić 66 |
| Athletic Bilbao – Liverpool F.C. 2:1 i 1:2 (dog) 1 18.09 1968 1:0 Estefano 15, 2:0 Ornaza 36, 2:1 Hunt 67 2 02.10 1968 1:0 Argoita 32, 1:1 Lawler 78, 1:2 Hughes 87 awans Athletic Bilbao po losowaniu (rzut monetą)                                         |
| Atlético Madryt – KSV Waregem 2:1 i 0:1 1 25.09 1968 1:0 Luis Aragonés 20k, 1:1 Bettens 42, 2:1 Barriocanal 50 2 02.10 1968 0:1 Bettens 53 |
| Olympique Lyon – Académica Coimbra 1:0 i 0:1 (dog) 1 02.10 1968 1:0 Guy 85 2 09.10 1968 0:1 Manuel Antonio 75 awans Olympique Lyon po losowaniu (rzut monetą)                                                                                                |
| FC Metz – Hamburger SV 1:4 i 2:3 1 18.09 1968 1:0 Hausser 20, 1:1 Dörfel 21, 1:2 Seeler 56, 1:3 Krämer 63, 1:4 Hönig 82 2 01.10 1968 0:1 Hönig 7, 0:2 Krämer 18, 1:2 Hitz 42, 2:2 Niesser 85, 2:3 Seeler 87                                                  |
| Aris FC – Hibernians FC 1:0 i 6:0 1 11.09 1968 1:0 Alexiadis 22 2 22.09 1968 1:0 Grimbelakos 4, 2:0 K. Papaioannou 30, 3:0 Siropoulos 51, 4:0 K. Papaioannou 80, 5:0 Alexiadis 84, 6:0 K. Papaioannou 89                                                     |
| Bologna FC – FC Basel 4:1 i 2:1 1 18.09 1968 1:0 Turra 12, 1:1 Konrad 48, 2:1 Cresci 50, 3:1 Pace 53, 4:1 Savoldi 83 2 02.10 1968 0:1 Hauser 42, 1:1 Pace 46, 2:1 Savoldi 63                                                                                 |
| SSC Napoli – Grasshopper Club Zürich 3:1 i 0:1 1 11.09 1968 1:0 Altafini 6, 2:0 Salvi 12, 3:0 Salvi 33, 3:1 Rügg 78 2 23.10 1968 0:1 Grahn 58 |
| Skeid Fotball – AIK Fotboll 1:1 i 1:2 1 18.09 1968 0:1 K. Andersson 22, 1:1 Mathisen 36 2 26.09 1968 1:0 K. Sjöberg 31, 1:1 Lundblad 55, 1:2 Ohlsson 70 |
| DOS Utrecht – Dundalk F.C. 1:1 i 1:2 (dog) 1 11.09 1968 1:0 van Veen 27, 1:1 Stokes 74 2 01.10 1968 0:1 Stokes 8, 1:1 Nieuwenhuys 20, 1:2 Morrisey 109 |
| Legia Warszawa – TSV 1860 Monachium 6:0 i 3:2 1 02.10 1968 1:0 Pieszko 1, 2:0 B. Blaut 22, 3:0 Pieszko 41, 4:0 Deyna 46, 5:0 Żmijewski 52, 6:0 Gadocha 57 2 09.10 1968 1:0 B. Blaut 8, 1:1 Patzke 30k, 1:2 Schutz 40, 2:2 Pieszko 57, 3:2 Brychczy 89        |
| Sporting CP – Valencia CF 4:0 i 1:4 (dog) 1 18.09 1968 1:0 Lourenço 26, 2:0 Gonçalves 56, 3:0 Lourenço 73, 4:0 Ernesto 81 2 02.10 1968 0:1 J. Claramunt 19, 0:2 Blayet 31, 0:3 Blayet 73, 0:4 Blayet Sol 87, 1:4 Chico Fana 112                              |
| Leixões SC – Argeș Pitești 1:1 i 0:0 1 19.09 1968 1:0 Horacio 18, 1:1 Nutu 73 2 02.10 1968 |
| Vitória Setúbal – Linfield F.C. 3:0 i 3:1 1 18.09 1968 1:0 Tomé 18, 2:0 Figueiredo 63, 3:0 Carrico 81 2 02.10 1968 1:0 Figueiredo 2, 2:0 Vítor Baptista 24, 2:1 Scott 26, 3:1 Arcanjo 29                                                                     |
| Hannover 96 – Boldklubben 1909 3:2 i 1:0 1 01.10 1968 1:0 Siesensmeyer 15, 2:0 Heynckes 25, 3:0 Skoblar 30, 3:1 W. Richter 46, 3:2 T. Hansen 53 2 09.10 1968 1:0 Siesensmeyer 80                                                                             |
| Rapid Bukareszt – OFK Beograd 3:1 i 1:6 (dog) 1 11.09 1968 0:1 Stepanović 13, 1:1 Neagu 28, 2:1 Nasturescu 85, 3:1 Neagu 90 2 18.09 1968 0:1 Santrač 4, 0:2 Turudija 11, 0:3 Santrač 13, 1:3 Codreanu 29, 1:4 Turudija 100, 1:5 Santrač 104, 1:6 Santrač 107 |
| Lausanne Sports – Juventus F.C. 0:2 i 0:2 1 18.09 1968 0:1 Zigoni 17, 0:2 Leonciril 63 2 09.10 1968 0:1 Benetti 43, 0:2 del Sol 74 |
| Göztepe SK – Olympique Marsylia 2:0 i 0:2 (dog) 1 11.09 1968 1:0 Halil Gundogoh 21, 2:0 Halil Gundogoh 46 2 02.10 1968 0:1 Joseph 75, 0:2 Gueniche 83 awans Göztepe Izmir po losowaniu (rzut monetą)                                                         |
| Olimpija Lublana – Hibernian F.C. 0:3 i 1:2 1 18.09 1968 0:1 E. Stevenson 32, 0:2 Stein 34, 0:3 Marinello 71 2 02.10 1968 1:0 Franceskin 4, 1:1 Davis 61k, 1:2 Davis 68k                                                                                     |
| Dinamo Zagrzeb – AC Fiorentina 1:1 i 1:2 1 18.09 1968 1:0 Zambata 18, 1:1 Pirovano 83 2 02.10 1968 0:1 Amarildo 1, 0:2 Maraschi 37, 1:2 Novak 64 |
| Hansa Rostock – OGC Nice 3:0 i 1:2 1 18.09 1968 1:0 Drews 23, 2:0 Decker 51, 3:0 Decker 89 2 02.10 1968 0:1 Goyvaerts 48k, 0:2 Robin 65, 1:2 Drews 71 |
| Lokomotive Lipsk – Kjøbenhavns Boldklub walkower klub KB Kopenhaga wycofał się |
| Újpest FC – Union Luxembourg walkower klub Union Luxembourg wycofał się |

## 1/16 finału
| Leeds United – SSC Napoli 2:0 i 0:2 (dog) 1 13.11 1968 1:0 J. Charlton 23, 2:0 J. Charlton 25 2 27.11 1968 0:1 Sala 14, 0:2 Juliano 84k awans Leeds United po losowaniu (rzut monetą)                                                                                              |
| Chelsea F.C. – AFC DWS 0:0 i 0:0 (dog) 1 23.10 1968 2 30.10 1968 awans AFC DWS po losowaniu (rzut monetą) |
| KSV Waregem – Legia Warszawa 1:0 i 0:2 1 06.11 1968 1:0 Lambert 37k 2 12.11 1968 0:1 Deyna 68, 0:2 Gadocha 89 |
| Aberdeen F.C. – Real Saragossa 2:1 i 0:3 1 23.10 1968 1:0 Forrest 32, 2:0 J. Smith 64, 2:1 Tejedor 72 2 30.10 1968 0:1 Marcelino 35, 0:2 Tejedor 43, 0:3 Villa 79 |
| Hibernian F.C. – Lokomotive Lipsk 3:1 i 1:0 1 13.11 1968 1:0 McBride 3, 2:0 McBride 14, 3:0 McBride 44, 3:1 Fritsch 65 2 20.11 1968 1:0 Grant 3 |
| Rangers F.C. – Dundalk F.C. 6:1 i 3:0 1 30.10 1968 1:0 Henderson 13, 2:0 Henderson 26, 2:1 K. Murray 43, 3:1 Greig 50, 4:1 A. Ferguson 55, 5:1 Brennan 88s, 6:1 A. Ferguson 90 2 13.11 1968 1:0 Mathieson 44, 2:0 Stein 64, 3:0 Stein 81                                           |
| Panathinaikos AO – Athletic Bilbao 0:0 i 0:1 1 20.11 1968 2 27.11 1968 0:1 Rojo 43 |
| Aris FC – Újpest FC 1:2 i 1:9 1 06.11 1968 0:1 Bene 7, 1:1 Konstantinidis 58, 1:2 A. Dunai 81 2 20.11 1968 0:1 A. Dunai 1, 0:2 E. Dunai 9, 0:3 A. Dunai 16, 0:4 Bene 25, 1:4 Siropoulos 40, 1:5 A. Dunai 46, 1:6 Kuharszki 48, 1:7 Solymosi 55k, 1:8 A. Dunai 70, 1:9 Nagy 76      |
| Juventus F.C. – Eintracht Frankfurt 0:0 i 0:1 (dog) 1 06.11 1968 2 21.11 1968 0:1 Bechtold 120 |
| Sporting CP – Newcastle United 1:1 i 0:1 1 30.10 1968 0:1 Scott 31, 1:1 João Moráis 89 2 20.11 1968 0:1 Robson 10 |
| Vitória Setúbal – Olympique Lyon 5:0 i 2:1 1 30.10 1968 1:0 Carrico 30, 2:0 Tome 32, 3:0 Tome 57, 4:0 Tome 70, 5:0 Petitia 81k 2 13.11 1968 1:0 Figueiredo 11, 1:1 Felix 29, 2:1 Arcanjo 59k                                                                                       |
| Hamburger SV – Slavia Praga 4:1 i 1:3 1 20.11 1968 1:0 W. Schultz 17, 2:0 Fock 29, 3:0 Krämer 34, 3:1 Tesar 41, 4:1 Krämer 80k 2 27.11 1968 0:1 Kopecky 4, 0:2 Vesely 20, 1:2 Hönig 68, 1:3 Lukač 77                                                                               |
| AIK Fotboll – Hannover 96 4:2 i 2:5 1 12.11 1968 0:1 Anders 48, 1:1 Ohlsson 54, 2:1 T. Grip 57, 3:1 Ohlsson 65, 3:2 Siesenmeyer 77, 4:2 Ohlsson 85 2 19.11 1968 1:0 Nilsson 12, 1:1 Skoblar 16, 1:2 Skoblar 17, 1:3 Heynckes 49, 1:4 Heynckes 51, 2:4 Lundblad 70, 2:5 Heynckes 77 |
| Göztepe SK – Argeș Pitești 3:0 i 2:3 1 30.10 1968 1:0 Ertan Öznur 3, 2:0 Gürsel Aksel 10, 3:0 Gürsel Aksel 35 2 13.11 1968 1:0 Ertan Öznur 9, 1:1 Prepurgel 56k, 1:2 Caglayan Derebasi 59s, 1:3 Jercan 65, 2:3 Fevzi Zemzem 77                                                     |
| OFK Beograd – Bologna FC 1:0 i 1:1 1 06.11 1968 1:0 Santrač 32 2 20.11 1968 0:1 Muiesan 40, 1:1 Santrač 80 |
| Hansa Rostock – AC Fiorentina 3:2 i 1:2 1 13.11 1968 0:1 Marasciu 10, 1:1 Kostmann 69, 2:1 Barthels 80, 2:2 Rizzo 84, 3:2 Herqessell 90 2 27.11 1968 1:0 Kostmann 26, 1:1 Rizzo 36, 1:2 Merlo 68                                                                                   |

## 1/8 finału
| Leeds United – Hannover 96 5:1 i 2:1 1 18.12 1968 1:0 O’Grady 4, 2:0 Hunter 35, 3:0 Lorimer 52, 4:0 Lorimer 64, 5:0 J. Charlton 62, 5:1 Hellingrath 86 2 04.02 1969 1:0 Belfitt 5, 2:0 M. Jones 16, 2:1 Heynckes 87 |
| Athletic Bilbao – Eintracht Frankfurt 1:0 i 1:1 1 08.01 1969 1:0 Unarte 27 2 29.01 1969 0:1 Lotz 4, 1:1 Igartua 5                                                                                                   |
| Real Saragossa – Newcastle United 3:2 i 1:2 1 01.01 1969 1:0 Santos 5, 1:1 B. Robson 7, 2:1 Bustillo 17, 2:2 W. Davies 32, 3:2 Planas 55 2 15.01 1969 0:1 B. Robson 2, 0:2 Gibb 28, 1:2 Martin 42                   |
| AFC DWS – Rangers F.C. 0:2 i 1:2 1 15.01 1969 0:1 W. Johnston 38, 0:2 Henderson 53 2 22.01 1969 0:1 D Smith 8, 1:1 Geurtseli 12, 1:2 Stem 21                                                                        |
| Legia Warszawa – Újpest FC 0:1 i 2:2 1 23.02 1969 0:1 A. Dunai 85 2 26.02 1969 1:0 Stachurski 40, 2:0 Żmijewski 42, 2:1 A. Dunai 66, 2:2 Solymosi 75k                                                               |
| Vitória Setúbal – AC Fiorentina 3:0 i 1:2 1 16.12 1968 1:0 José Maria 13, 2:0 Arcanjo 32, 3:0 José Maria 52 2 22.01 1969 0:1 Amarildo 12, 0:2 Rogora 36, 1:2 Mancin 90s                                             |
| Hamburger SV – Hibernian F.C. 1:0 i 1:2 1 18.12 1968 1:0 Hönig 6 2 15.01 1969 0:1 McBride 67, 1:1 Seeler 79, 1:2 McBride 88                                                                                         |
| OFK Beograd – Göztepe SK 3:1 i 0:2 1 22.01 1969 1:0 Santrač 21, 2:0 Santrač 60, 3:0 Santrač 76, 3:1 Fevzi Zemzem 87 2 29.01 1969 0:1 Halll Gundögon 5, 0:2 Ertan Öznur 15                                           |

## 1/4 finału
| Leeds United – Újpest FC 0:1 i 0:2 1 05.03 1969 0:1 A. Dunai 71 2 19.03 1969 0:1 Solymosi 64k, 0:2 Bene 75 |
| Newcastle United – Vitória Setúbal 5:1 i 1:3 1 17.03 1969 1:0 Foggon 23, 2:0 B. Robson 36, 3:0 W. Davies 60, 4:0 B. Robson 75, 4:1 José Maria 84, 5:1 Gibb 89 2 26.03 1969 0:1 Arcanjo 27, 1:1 W. Davies 40, 1:2 Petita 60, 1:3 Figueiredo 66 (mecz w Lizbonie) |
| Rangers F.C. – Athletic Bilbao 4:1 i 0:2 1 19.03 1969 1:0 A. Ferguson 7, 2:0 Penman 27, 2:1 Clemente 29, 3:1 Persson 85, 4:1 Stein 87 2 02.04 1969 0:1 Estefano 11, 0:2 Ibañez 55                                                                               |
| Göztepe SK – Hamburger SV walkower HSV Hamburg wycofał się |

## 1/2 finału
| Rangers F.C. – Newcastle United 0:0 i 0:2 1 14.05 1969 2 21.05 1969 0:1 J. Scott 52, 0:2 Sinclair 77                                                                                                |
| Göztepe SK – Újpest FC 1:4 i 0:4 1 23.04 1969 0:1 Bene 12, 1:1 Çaglayan Derebasi 16k, 1:2 Bene 32, 1:3 A. Dunai 63, 1:4 A. Dunai 81 2 30.04 1969 0:1 Bene 24, 0:2 Bene 55, 0:3 Nagy 56, 0:4 Bene 78 |

## Finał
| Newcastle United – Újpest FC 3:0 i 3:2 |
| 29 maja 1969 Newcastle St James’ Park (59 500) Newcastle United – Újpest FC 3:0 (0:0) Sędzia: Joseph Hannet (Belgia) Bramki: 1:0 Bobby Moncur 63, 2:0 Bobby Moncur 72, 3:0 Jim Scott 83 Newcastle United Football Club (trener Joseph Harvey): Willie McFaul – David Craig, Frank Clark, Tommy Gibb, Ollie Burton, Bobby Moncur (kapitan), Jim Scott, Bryan Robson, Wyn Davies, Preben Arentoft, Jackie Sinclair (75 Alan Foggon) Újpesti Dózsa SC (trener Lajos Baroti): Antal Szentmihályi – Benő Káposzta, Ernő Solymosi, István Bánkuti, Ernő Noskó, Ede Dunai, László Fazekas, János Göröcs, Ferenc Bene, Antal Dunai, Sándor Zámbó                                                   |
| 11 czerwca 1969 Budapeszt Népstadion (18 000) Újpest FC – Newcastle United 2:3 (2:0) Sędzia: Joseph Heymann (Szwajcaria) Bramki: 1:0 Ferenc Bene 31, 2:0 János Göröcs 44, 2:1 Bobby Moncur 46, 2:2 Preben Arentoft 50, 2:3 Alan Foggon 74 Újpesti Dózsa SC (trener Lajos Baroti): Antal Szentmihályi – Benő Káposzta, Ernő Solymosi, István Bánkuti, Ernő Noskó, Ede Dunai, László Fazekas, János Göröcs, Ferenc Bene, Antal Dunai, Sándor Zámbó Newcastle United Football Club (trener Joseph Harvey): Willie McFaul – David Craig, Frank Clark, Tommy Gibb, Ollie Burton, Bobby Moncur (kapitan), Jim Scott (76 Alan Foggon), Preben Arentoft, Bryan Robson, Wyn Davies, Jackie Sinclair |

Liczba widzów według encyklopedii FUJI. RSSSF dla pierwszego meczu podaje 60 000 widzów, a dla drugiego – 37 000 widzów.